# Минковичи (Браславский район)
Ми́нковичи (бел. Мінкавічы, транслит. Minkavičy) — деревня в Браславском районе Витебской области. Входит в состав Опсовского сельсовета.

## История
В 1921—1939 годах деревня Браславского повета Виленского воеводства.
До 2004 года входила в состав Видзовского сельсовета.

## Население
- 1921 год — 62 жителя, 10 дворов[3].
- 1938 год — 80 жителей, 13 дворов[4].

## Климат
Климат здесь умеренный, с теплым летом и мягкой зимой. Ветер летом северо-западный, зимой южный или юго-западный, зимой часто проходят циклоны и стоит сырая погода.

## Достопримечательности
- Свято-Покровская церковь (начало XX века)